# Сельское поселение «Деревня Буда» (Кировский район)
Сельское поселение «Деревня Буда» — муниципальное образование в составе Кировского района Калужской области России.
Центр — деревня Буда.

## Население
| 2010 | 2012 | 2013 | 2014 | 2015 | 2016 | 2017 |
| ---- | ---- | ---- | ---- | ---- | ---- | ---- |
| 293  | ↗309 | ↗324 | ↗328 | ↗345 | ↘334 | →334 |
| 2018 | 2019 | 2020 | 2021 |      |      |      |
| →334 | ↗339 | ↘316 | ↗333 |      |      |      |

## Состав
В поселение входят 6 населённых мест:
- деревня Буда
- поселок Калининский
- деревня Лосиное
- деревня Милеев
- деревня Овражек
- деревня Ракитня